# Černožice
Černožice (en allemand : Tschernoschitz) est une commune du district de Hradec Králové, dans la région de Hradec Králové, en République tchèque. Sa population s'élevait à 1 092 habitants en 2022.

## Géographie
Černožice se trouve à 6 km au sud-ouest de Jaroměř, à 13 km au nord-nord-est de Hradec Králové et à 106 km à l'est-nord-est de Prague.

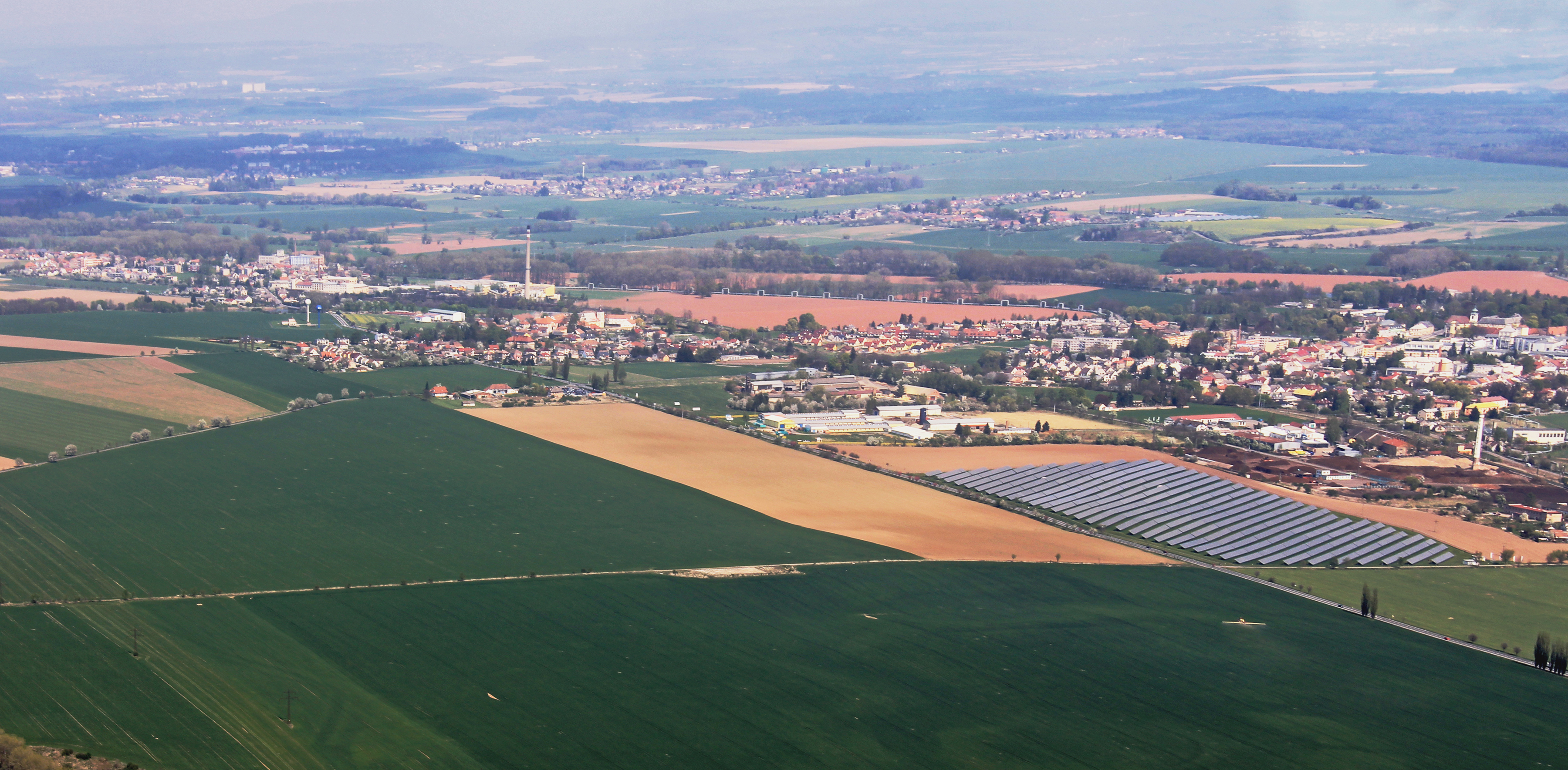
Černožice : vue aérienne.

La commune est limitée par Rožnov au nord-ouest, par Jaroměř au nord-est, par Vlkov au sud-est, par Smiřice au sud, par Holohlavy au sud-ouest et à l'ouest, et par Habřina à l'ouest.

## Histoire
La première mention écrite de la localité date de 1197.

## Transports
Par la route, Černožice trouve à 16 km de Hradec Králové et à 128 km de Prague. 